# 渡島國
渡島國（日语：〔〕／〔〕 Oshimanokuni */?），是日本明治時代所劃分的地方令制國，隸屬於當時北海道的廣域內。轄區包含現在北海道轄下渡島綜合振興局和檜山振興局的南部區域。

## 歷史
- 1869年8月15日：北海道設置11國86郡，渡島國成立；下設龜田郡、茅部郡、上磯郡、福島郡、津輕郡、檜山郡、爾志郡。[1]
- 1872年：進行人口調查，統計人口為75,830人，佔全北海道的六成人口。
- 1881年7月：津輕郡和福島郡合併為松前郡。

## 相關項目
- 日本令制國列表